# Peter Jones (drummer)
Peter Jones (Liverpool, 21 april 1963 – Melbourne, 18 mei 2012) was een in Liverpool geboren Australisch drummer.
In 1994 verving hij Paul Hester bij de Nieuw-Zeelandse band Crowded House. Nadien vormde hij samen met Caroline Kennedy en Nick Seymour de Australische band Deadstar en nog later bij drumde hij bij Harem Scarem, Stove Top en de Australische rockband Lucy's Crown.
Jones overleed op 45-jarige leeftijd ten gevolge van een hersentumor.